# Henrik Rafaelsen
Henrik Rafaelsen, född 7 juni 1973 i Kristiansand, är en norsk skådespelare.
Rafaelsen utbildades vid Teaterhögskolan i Stockholm 1994–1998. Han filmdebuterade 1997 i kortfilmen Kärlek och hela alltihopa. År 2011 belönades han som årets manliga skådespelare vid Amandaprisen för sin roll i Sykt lykkelig. År 2012 erhöll han pris för bästa skådespelare vid Karlovy Vary International Film Festival för sin medverkan i Mer eller mindre mann.

## Filmografi
- 1997 – Kärlek och hela alltihopa (kortfilm)
- 1998 – Ivar Kreuger (TV-serie)
- 1999 – S:t Mikael (TV-serie)
- 1999 – Ett litet rött paket (TV-serie)
- 2002 – Elina – som om jag inte fanns
- 2003 – De drabbade (TV-serie)
- 2003 – Number One (kortfilm)
- 2005 – Rubinbröllop (kortfilm)
- 2005 – Tommys inferno
- 2005 – Izzat
- 2007 – 5 lögner
- 2010 – Om avstand (kortfilm)
- 2010 – Limbo
- 2010 – Sykt lykkelig
- 2011 – Skogens dyp (kortfilm)
- 2011 – Babycall
- 2012 – Mer eller mindre mann
- 2013 – Lilyhammer (TV-serie)
- 2014 – Blind
- 2014 – Svenskjävel
- 2014–2015 – Kampen for tilværelsen (TV-serie)
- 2015 – Frikänd (TV-serie)
- 2016 – Ambulance (kortfilm)
- 2016 – The Birds
- 2016 – Pyromanen
- 2018 – Unga Astrid
- 2021 – Tigrar